# لياندرو ليزا أزيفيدو
لياندرو ليزا أزيفيدو (بالبرتغالية: Leandro Lessa Azevedo‏) (13 أغسطس 1980 في ريبيراو بريتو في البرازيل – )؛ هو لاعب كرة قدم سابق كان يلعب كمهاجم.

## وصلات خارجية
- لياندرو ليزا أزيفيدو على موقع رابطة كرة القدم اليابانية للمحترفين (اليابانية)
- لياندرو ليزا أزيفيدو على موقع قاعدة بيانات كرة القدم.إي يو (الإنجليزية)
- لياندرو ليزا أزيفيدو على موقع Soccerway.com (الإنجليزية)
- لياندرو ليزا أزيفيدو على موقع عالم كرة القدم.نت (الإنجليزية)